# Tulice Małe
Tulice Małe – część wsi Tulice w Polsce, położona w województwie pomorskim, w powiecie sztumskim, w gminie Stary Targ.
W latach 1975–1998 Tulice Małe administracyjnie należały do województwa elbląskiego.